# Mutnofret (19. Dynastie)

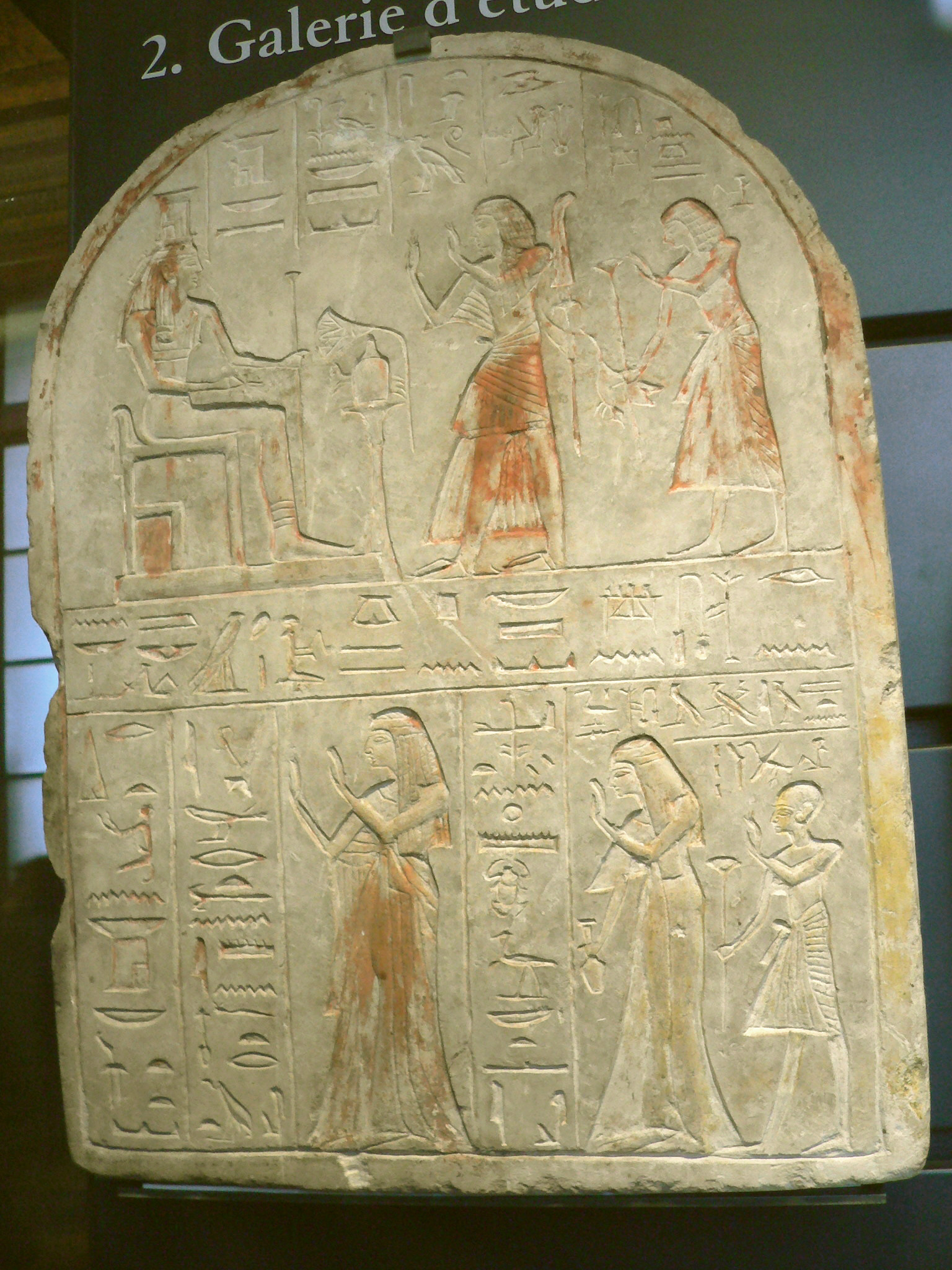
Stele des Setau, die Figur der Mutnofret steht links in der unteren Reihe.

Mutnofret (oder Nofretmut) war die Gemahlin des altägyptischen Vizekönigs von Kusch Setau, der in der zweiten Regierungshälfte von Ramses II. amtierte. Mutnofret wird auf verschiedenen Monumenten direkt neben ihrem Mann dargestellt und ist auch von eigenen Denkmälern her bekannt. Ihr häufige Nennung neben ihrem Mann ist ungewöhnlich und sonst kaum bei anderen Vizekönigen von Kusch bezeugt, was wiederum auf eine besondere Stellung der Mutnofret hindeutet. Auf den Denkmälern trägt Mutnofret diverse Titel. Sie ist Herrin des Hauses (Nb.t-pr = Nebet-per), Sängerin der Nechbet (Smaj.t-n.t-Nḫbt = Semait-ent-Nechbet), Sängerin des Amun (Smaj.t-n.t-Jmn = Semait-ent-Amun), Harimsvorsteherin des Amun und Hochgelobete des Herren von Theben. Auf verschiedenen Statuen erscheint sie neben ihrem Mann auf der Seite als Relieffigur. Dies ist eine Darstellungsweise, die sonst vor allem aus dem königlichen Bereich bekannt ist, wo Königinnen oftmals als Relieffiguren neben dem König erscheinen. Die Statuen stammen aus Nubien und scheinen in spielerischer Weise Königsstatuen zu kopieren. Setau erscheint in der Pose des Königs, Mutnofret als Königin. Auf einer Stele des Schreibers der Opfertische namens Paennesettaui ist sie in der unteren Registerreihe als Frau mit beiden erhobenen Händen abgebildet. Der Text links neben ihr lautet übersetzt: Veranlasst von Gebeten für Nephthys, die Herrin des Westens, durch die Haremsvorsteherin des Amun, Mutnofret.
Mutnofret ist sicherlich in Theben zusammen mit ihrem Gemahl in der Grabanlage von Dra Abu el-Naga (Liste der thebanischen Gräber: TT 288/289) bestattet worden. In der Grabdekoration ist sie genannt.